# 紧凑型跨界SUV

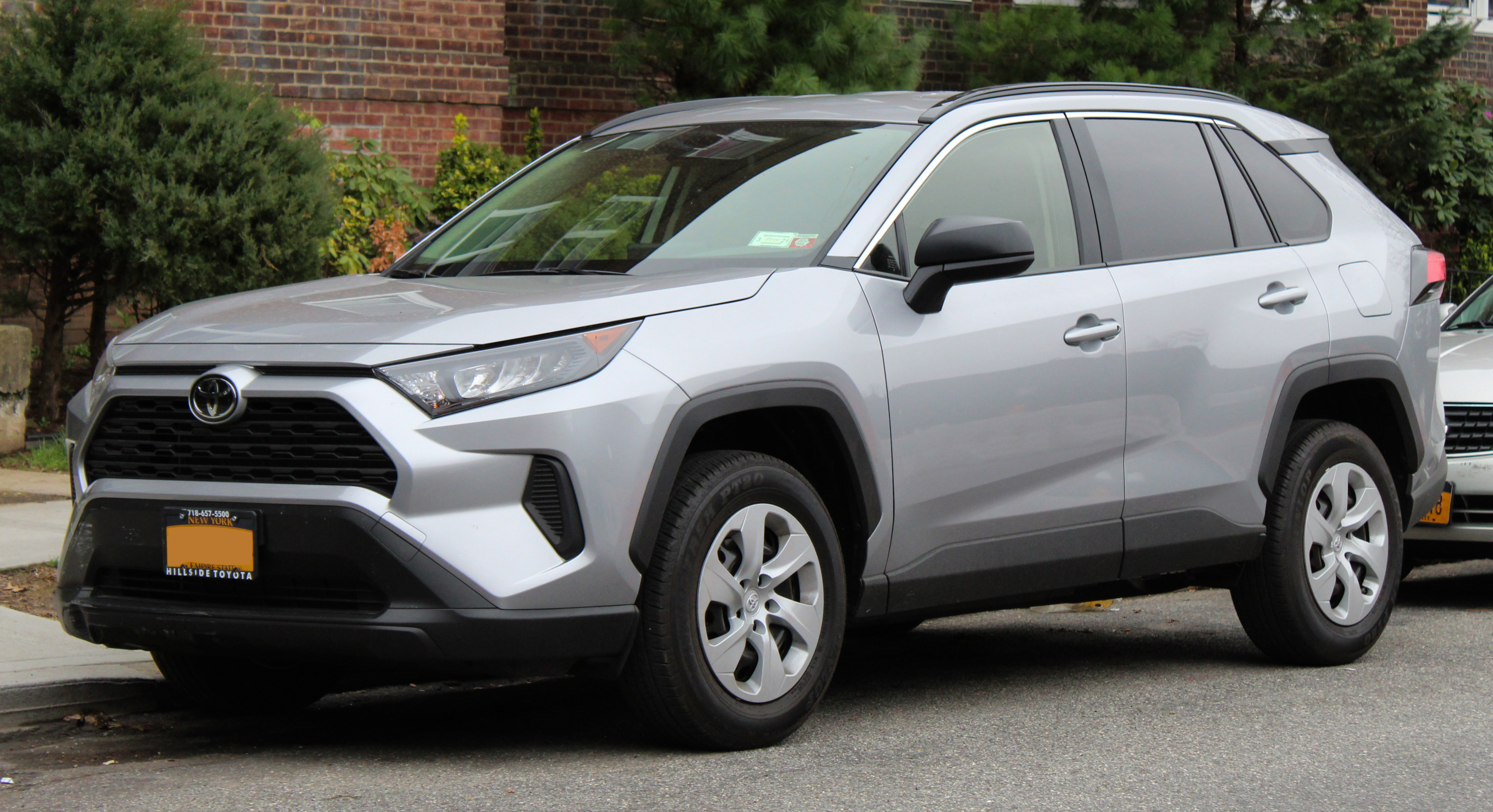
豐田RAV4是全球最畅销的紧凑型跨界SUV，也是2020年最畅销的SUV

紧凑型跨界SUV是一种跨界休旅車，它的大小介于超小型跨界SUV和中型跨界休旅車之间。2019年美国境內銷售的汽车當中，近四分之一是紧凑型跨界SUV，这一比例约为24.2%。 2020年全球最畅销的紧凑型跨界SUV是豐田RAV4，全球销量为995,762辆。 